# Jeanet van der Laan
Jeanet Maria Petronella van der Laan (Lisse, 20 januari 1980) is een Nederlands voetbalbestuurder,  voormalig politica namens D66 en voormalig voetbalster.
Ze was in 1995 bij FC Lisse het eerste meisje van Nederland dat bij het voetbal in een jongensteam mocht uitkomen dat op landelijk niveau speelde. Later was ze actief bij Ter Leede, waarmee ze drie keer landskampioen werd, en ze speelde 29 interlands voor  de Oranje Leeuwinnen als rechtsback. Ze stopte met voetballen in 2007. Van der Laan was vervolgens lerares Nederlands, gemeenteraadslid in Lisse (2010-2013 en 2014-2018) en wethouder in Lisse (2018-2021). Van 2021 tot 2023 was zij lid van de Tweede Kamer.

## Jeugd en opleiding
Van der Laan werd geboren in het Zuid-Hollandse Lisse. Ze heeft een oudere broer en een jongere zus en haar ouders waren werkzaam bij een dahliakwekerij. Van der Laan begon in 1998, toen ze haar middelbare school had afgerond, Nederlands te studeren aan de Educatieve Faculteit Amsterdam, een samenwerking van de Hogeschool van Amsterdam en de Hogeschool Holland om leraren op te leiden.
Ook studeerde ze vanaf 2017 bestuurskunde bij de Universiteit Leiden, waar ze een master behaalde.

## Voetbalcarrière
Van der Laan begon met voetballen op zesjarige leeftijd. In juni 1995 werd ze het eerste meisje dat deel mocht nemen aan een landelijke jongenscompetitie van de KNVB. Het B1-team van FC Lisse, waarvan Van der Laan onderdeel was, had de regionale competitie gewonnen en was gepromoveerd naar de derde divisie. De KNVB gaf haar toestemming om deel te nemen vanwege haar rol bij het behalen van de promotie en vanwege haar prestaties bij het Nederlands vrouwenjeugdelftal.
Ze speelde vervolgens bij het A2-team en verliet FC Lisse in 1997 om zich aan te sluiten bij Ter Leede. Daar maakte ze onderdeel uit van het vrouwenteam, waarmee ze driemaal landskampioen werd en tweemaal de beker en eenmaal de supercup won. Van der Laan was ook onderdeel geworden van het Nederlands vrouwenvoetbalelftal als rechtsback en maakte haar debuut in augustus 2001 in een wedstrijd tegen Duitsland. Ze won met haar team zilver tijdens de Zomeruniversiade 2001 in Beijing. Ze kwam uiteindelijk in 29 interlands voor Nederland uit totdat ze in 2003 het team verliet vanwege haar carrière buiten het voetbal. Van der Laan bleef doorvoetballen bij Ter Leede tot 2007, het jaar waarin de Vrouwen Eredivisie werd opgericht.
Begin jaren 2000 werkte ze een paar jaar bij WK Producties, dat de voetbaluitzendingen van de zender SBS6 verzorgde. Van der Laan werd in 2016 ambassadrice van de KNVB en ze werd analist bij het sportprogramma NOS Langs de Lijn op NPO Radio 1. Daar was ze te horen in uitzendingen over het EK voetbal voor vrouwen van 2017 (inclusief de finale) en het WK voor vrouwen van 2019. In 2020 werd ze voorzitter van de raad van advies van Telstar, die was opgericht om het vrouwenelftal in de Eredivisie te krijgen.

## Onderwijs en politiek
Van der Laan begon aan het begin van de jaren 2000 Nederlands te geven op het Fioretti College en ze werd er daarnaast teamleider van de brugklas in 2005. Bij de gemeenteraadsverkiezingen in 2010 werd ze verkozen tot raadslid in Lisse namens de lokale partij Nieuw Lisse. Ze verliet de raad in september 2013 om lid te worden van D66 en werd opgevolgd door haar broer Michael. Van der Laan was de derde kandidaat van D66 bij de gemeenteraadsverkiezingen van 2014 en werd na haar verkiezing fractievoorzitter.
Ze werd begin 2016 voorzitter van de nieuwe landelijke thematische afdeling Sport en Bewegen van haar partij. Van der Laan had voor de oprichting geopperd om zo sportbeleid een prominentere rol te geven. Bij de Tweede Kamerverkiezingen 2017 was ze de 33e kandidaat van D66, ontving ze 1.588 voorkeurstemmen en werd ze niet verkozen, omdat D66 negentien zetels won. Van der Laan werd in 2018 herkozen tot de Lissese gemeenteraad als lijsttrekker van haar partij. Ze verliet vervolgens de raad en het Fioretti College, omdat ze op 14 mei 2018 benoemd werd tot wethouder in het nieuwe college. Haar portefeuille bevatte ruimtelijke ordening, duurzaamheid, onderwijs, cultuur, jeugd en sport.

### Tweede Kamer
Van der Laan verscheen bij de Tweede Kamerverkiezingen 2021 als nummer dertien op de kandidatenlijst van D66. Tijdens de campagne vertelde ze dat de politiek meer aandacht moet hebben voor sport, wat ze een "ondergeschoven kind" noemde, aangezien het kan helpen in de strijd tegen obesitas. Van der Laan ontving 10.489 voorkeurstemmen en werd op 31 maart als Kamerlid geïnstalleerd. Ze kreeg de portefeuille hoger onderwijs, wetenschap, emancipatie, sport en gezondheidspreventie (eerder ook langdurige zorg) en werd lid van de vaste commissies voor Onderwijs, Cultuur en Wetenschap, voor Sociale Zaken en Werkgelegenheid en voor  Welzijn en  Sport. Ze is ook onderdeel van de delegatie naar de Parlementaire Vergadering van de Raad van Europa.
Enkele maanden na haar verkiezing begon Van der Laan samen met politici van andere partijen te schrijven aan een initiatiefwet om homogenezing te verbieden. De meerderheid van de Tweede Kamer had eerder al aangegeven een dergelijk verbod te willen, maar het kabinet besloot eerst een onderzoek doen. De Raad van State oordeelde begin 2023 negatief over het wetsvoorstel en vond dat de meerwaarde verduidelijkt moest worden. Volgens het adviesorgaan was discriminatie en dwang al verboden en ging een totaalverbod in tegen de godsdienstvrijheid. Daarnaast pleitte Van der Laan met succes voor een onderzoek naar misbruik binnen de danssport naar aanleiding van nieuwsberichten en een motie van haar om matchfixing expliciet te verbieden ontving een Kamermeerderheid.
Ze was bij de gemeenteraadsverkiezingen in 2022 lijstduwer van D66 in Lisse. Op 5 december 2023 nam zij afscheid van de Tweede Kamer.

## Voetbalbestuurder
Op 26 maart 2024 maakte Van der Laan bekend zich te kandideren als bondsvoorzitter van de KNVB. Frank Paauw werd op 27 mei van dat jaar verkozen tot bondsvoorzitter van de KNVB.
- Parlement.com: vldqcwagatyi